# 園山勇

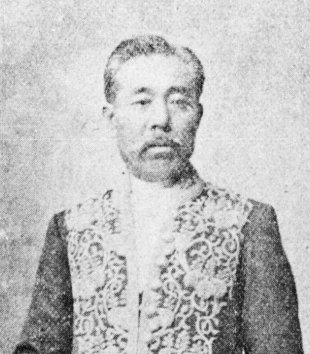
園山勇

園山 勇（そのやま いさむ、嘉永元年3月3日（1848年4月6日） - 大正10年（1921年）8月14日）は、日本の衆議院議員（自由党→憲政党→立憲政友会）、長野県知事、宮崎県知事。

## 経歴
松江藩出身。儒臣の園山家を継ぎ、18歳で江戸に出て、安井息軒の門下に入った。帰郷後、松江藩校修道館で皇漢学の助教を命じられた。
1874年（明治7年）、板垣退助・後藤象二郎らが民撰議院設立建白書を提出すると、これに呼応して自由民権運動に参加した。島根県の製糸業の先覚者とされ、1886年（明治19年）、長野県で機械製糸の状況を視察し、1887年（明治20年）、島根蚕業社を設立した。
島根県会議員を経て、1894年（明治27年）の第3回衆議院議員総選挙に出馬し、当選。第4回・第5回総選挙でも再選された。
1898年（明治31年）7月、第1次大隈内閣のもとで長野県知事に就任。教育、森林行政などに尽力。翌年8月、宮崎県知事に転じた。郡制施行について尽力。1902年（明治35年）2月、知事を休職となった。政党に関係していることが理由であったという。同年の第7回衆議院議員総選挙に当選し、議会に復帰した。その後、第10回衆議院議員総選挙でも再選された。

## 親族
- 新保寅次 - 二女の夫[6]。山口高等学校校長・松本高等学校校長・広島高等学校校長。